# Toro Rosso STR3
La Toro Rosso STR3 è la vettura con la quale la Toro Rosso ha partecipato al Campionato mondiale di Formula 1, utilizzata dal GP di Monaco del 2008.
Disponeva di sospensioni con triangolo superiore ed inferiore e puntoni in carbonio, con barre di torsione e barre anti-rollio.
La vettura ha segnato l'inizio di una nuova era per la scuderia: è andata man mano migliorando, ottenendo un 5º posto all'esordio a Monaco con il pilota tedesco Sebastian Vettel. Ma ciò che più è migliorato sono state le prestazioni in qualifica: Vettel è riuscito a raggiungere la Q3 in tre occasioni: a Silverstone e nel GP di Hockenheim, dove è partito rispettivamente dal 9º e dall'8º posto, mentre a Valencia è partito sulla griglia con un ottimo 6º posto.

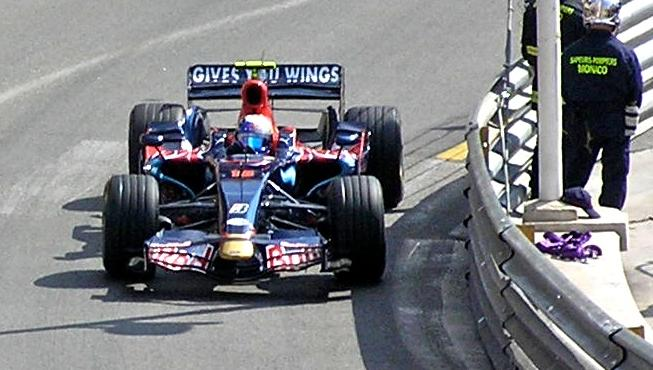
Bourdais durante il Gran Premio di Monaco, ovvero il giorno del debutto della vettura

Altri punti sono arrivati grazie al pilota tedesco a Montréal e ad Hockenheim (due 8º posti) e a Valencia con un 6º posto nel GP d'Europa. Inoltre ha ottenuto un 5º posto a Spa, andando a punti insieme anche al suo compagno di squadra Bourdais (7º).

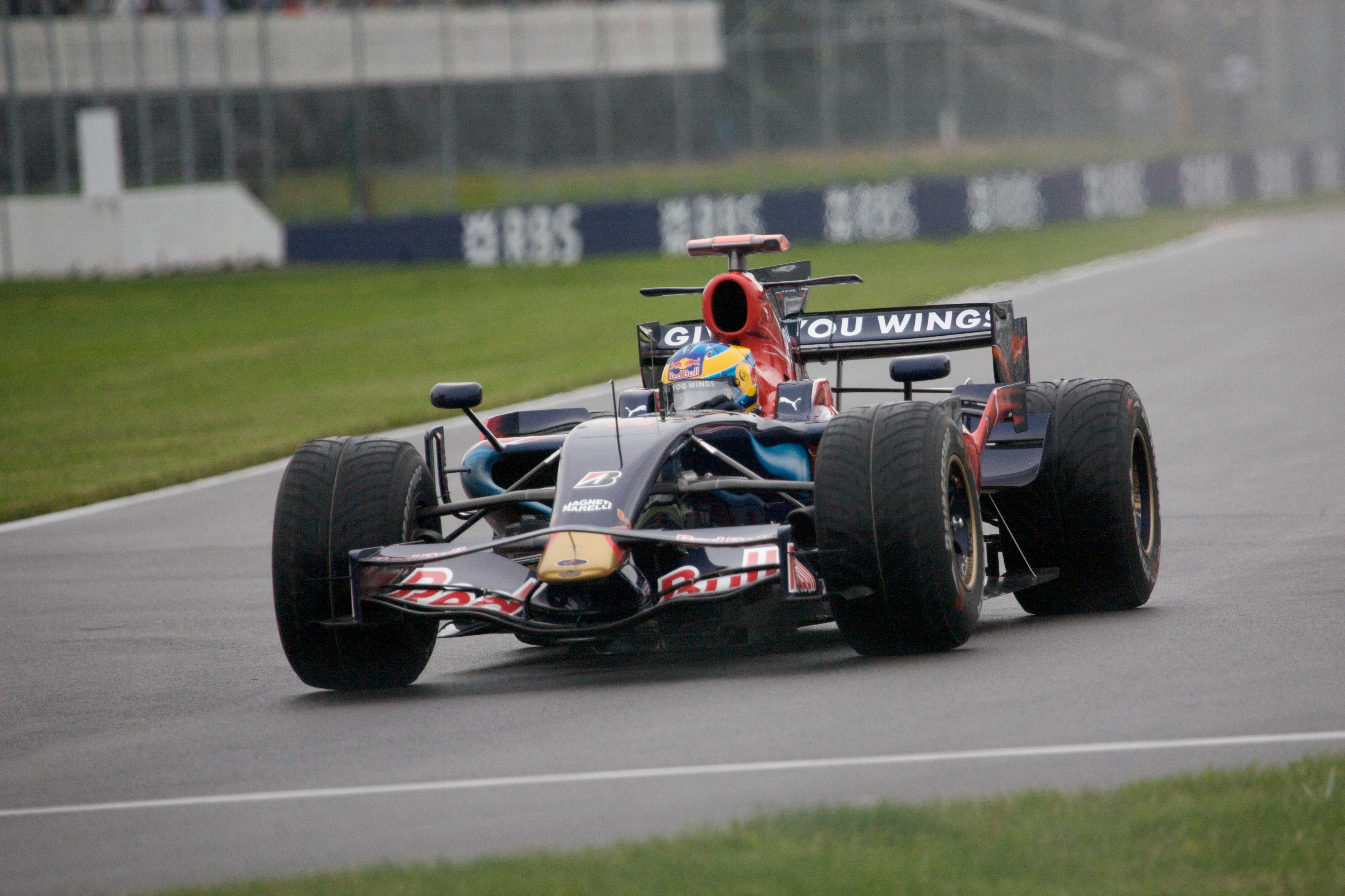
Bourdais durante il Gran Premio del Canada

Nel GP di Monza Vettel ottiene uno storico risultato: pole position e vittoria, dominando la gara.È anche la prima e unica vittoria per una scuderia clienti motorizzata Ferrari. Di buoni propositi ne aveva anche Bourdais, che sarebbe dovuto partire 4º, se non avesse avuto problemi al motore durante il giro di riscaldamento prima della gara. L'altro pilota della scuderia, Sébastien Bourdais, si è trovato più in difficoltà ed ha colto solo una Q3 a Valencia. Dal GP di Silverstone è presente sulla vettura un cambiamento aerodinamico: è stata inserita una "pinna" sul retro della vettura, peraltro già vista sulla Renault (che la utilizza dal GP di Magny-Cours), oltre che su altre monoposto.
Rispetto alla vettura precedente (la STR2) presenta una colorazione più scura con il classico toro rosso metallizzato.

## Piloti
| Piloti ufficiali         | Piloti ufficiali   | Piloti ufficiali |
| Nazione                  | Nome               | Numero           |
| ------------------------ | ------------------ | ---------------- |
| Francia (bandiera)       | Sébastien Bourdais | 14               |
| Germania (bandiera)      | Sebastian Vettel   | 15               |
| Piloti di riserva        |                    |                  |
| Nazione                  | Nome               | Numero           |
| Nuova Zelanda (bandiera) | Brendon Hartley    | 37               |

## Risultati in Formula 1
| Anno | Team                | Motore     | Gomme | Piloti   |  |  |  |  |  |     |    |    |     |    |     |    |   |    |    |    |    |    | Punti | Pos. |
| ---- | ------------------- | ---------- | ----- | -------- |  |  |  |  |  | --- | -- | -- | --- | -- | --- | -- | - | -- | -- | -- | -- | -- | ----- | ---- |
| 2008 | Scuderia Toro Rosso | Ferrari V8 | B     | Bourdais |  |  |  |  |  | Rit | 13 | 17 | 11  | 12 | 18  | 10 | 7 | 18 | 12 | 10 | 13 | 14 | 39    | 6º   |
| 2008 | Scuderia Toro Rosso | Ferrari V8 | B     | Vettel   |  |  |  |  |  | 5   | 8  | 12 | Rit | 8  | Rit | 6  | 5 | 1  | 5  | 6  | 9  | 4  | 39    | 6º   |

| Legenda | 1º posto     | 2º posto | 3º posto    | A punti         | Senza punti/Non class.  | Grassetto – Pole position Corsivo – Giro più veloce |
| Legenda | Squalificato | Ritirato | Non partito | Non qualificato | Solo prove/Terzo pilota | Grassetto – Pole position Corsivo – Giro più veloce |